# Stewart Glacier
Stewart Glacier är en glaciär i Antarktis. Den ligger i Västantarktis. Nya Zeeland gör anspråk på området. Stewart Glacier ligger 19 meter över havet.
Terrängen runt Stewart Glacier är kuperad åt sydväst, men åt nordost är den platt. Stewart Glacier ligger nere i en dal. Trakten är obefolkad. Det finns inga samhällen i närheten.